# Edward Larrabee Barnes
Edward Larrabee Barnes (Chicago, 22 de abril de 1915-22 de septiembre de 2004) fue un arquitecto estadounidense. Entre sus obras más conocidas están el Centro de Arte Walker en Mineápolis, el Museo de Arte de Dallas, el Thurgood Marshall Federal Judiciary Building de Washington D. C., la Catedral de la Inmaculada Concepción de Burlington, la Sarah Scaife Gallery en el Museo de Arte Carnegie de Pittsburgh y el AXA Equitable Center de Nueva York.

## Carrera
Barnes nació en la ciudad de Chicago, en el estado de Illinois (Estados Unidos) en una familia que describió como "Altos episcopales que balancean el incienso". Esta estaba compuesta por Cecil Barnes, un abogado, y Margaret Helen Ayer, ganadora de un Premio Pulitzer por la novela Year of Grace. Se graduó de Harvard en 1938 después de estudiar inglés e historia del arte antes de cambiarse a arquitectura, luego enseñó en su alma mater Milton Academy en Massachusetts.  A continuación una visita a Walter Gropius y Marcel Breuer lo convenció de seguir la estética modernista y de regresar a Harvard y terminar sus estudios de Arquitectura. Se graduó de la Harvard Graduate School of Design en 1942 y sirvió en la Marina durante la Segunda Guerra Mundial. Después de la guerra, trabajó para Henry Dreyfuss en Los Ángeles diseñando prototipos para casas de producción masiva.
En 1949, Barnes fundó Edward Larrabee Barnes Associates en Manhattan. Durante su larga carrera, Barnes, con su esposa Mary Barnes como diseñadora de interiores, diseñó edificios de oficinas, museos, jardines botánicos, casas privadas, iglesias, escuelas, campamentos, universidades, planificación de campus y viviendas. Muchos de sus edificios son ampliamente reconocidos, incluido el Museo de Arte de Dallas, el Walker Art Center y el 590 Madison Avenue en Manhattan.
A lo largo de los años, también enseñó en la Universidad de Harvard, el Instituto Pratt y la Universidad de Virginia, y se desempeñó como miembro del "Consejo de Diseño Urbano de Nueva York" y como vicepresidente de la Academia Americana en Roma. En 1969, Barnes fue elegido miembro de la Academia Nacional de Dibujo como miembro asociado y se convirtió en miembro de pleno derecho en 1974. Fue elegido miembro de la Academia Estadounidense de las Artes y las Ciencias en 1978. En 2007 fue honrado póstumamente con el premio más alto del Instituto Americano de Arquitectos, la Medalla de Oro del AIA. También recibió la Medalla Thomas Jefferson en Arquitectura, la Medalla del 350 Aniversario de la Universidad de Harvard y otros cuarenta premios. Su Escuela de Artesanía Haystack Mountain ganó el Premio AIA Veinticinco Años.
En 1993, Barnes anunció su retiro, pero continuó trabajando como consultor para Lee / Timchula Architects, fundada por el socio principal de Barnes, John M.Y. Lee y asociado, Michael Timchula. Lee / Timchula heredó varios proyectos que se adjudicaron a la oficina de Barnes.
Murió en Cupertino, California. Sus archivos se encuentran en la Universidad de Harvard.

## Socios
Sus principalase socios fueron John Ming Yee Lee, Percy Keck y Alistair Bevington.

## Proyectos seleccionados
Barnes diseñó una amplia gama de proyectos, que incluyeron planes urbanos y de campus. Su trabajo es sensible al sitio y  a los materiales. Las siguientes son algunas de su obras más importantes.
- 28 State Street, Boston, Massachusetts, 1969
- Museo de Arte de Indianápolis, Indianápolis, Indiana 1969
- Centro de Arte Walker, Mineápolis 1971
- Jardín de Esculturas de Mineáopolis, Mineápolis, 1971
- Smart Museum, Chicago, 1974
- Museo de Arte Carnegie, Pittsburgh, Pensilvania, 1974
- Cochrane-Woods Art Center, Chicago, 1974
- Visual Arts Center, Bowdoin College, 1975
- Packard Hall of Music and Art, Colorado College, 1976
- Cross Campus Library, Yale University, 1976 (Remodelado en 2007 por Thomas H. Beeby, ahora conocido como Bass Library)[7]
- Citigroup Center, Nueva York (colaboración), 1977
- Catedral de la Inmaculada Concepción, Burlington, Vermont, 1977
- Asia Society, Nueva York, 1980
- 1010 Market Street, San Luis, Misuri, 1982
- Nora Eccles Harrison Museum of Art, Universidad Estatal de Utah, Logan, Utah, 1982
- Dillon, Read & Co. Building, Nueva York, 1982
- 590 Madison Avenue (former IBM Building), Nueva York, 1983
- Museo de Arte de Dallas, 1984
- Old Stone Square, Providence, Rhode Island, 1984 (Adquirido en 2005 por Brown University y más conocido como 121 South Main Street)[8]
- Gooch Dillard, Universidad de Virginia, 1984
- Museum of Art Fort Lauderdale, Fort Lauderdale, Florida 1986
- 599 Lexington Avenue, Nueva York, 1986
- AXA Equitable Center, Nueva York, 1986
- 125 West 55th Street, 1988
- Hyde Collection, Glens Falls, New York, 1989 (expansión)
- Museo Hammer, Los Ángeles, 1990
- Knoxville Museum of Art, Knoxville, Tennessee, 1990
- Thurgood Marshall Federal Judiciary Building, Washington D. C., 1992
- Birmingham Museum of Art, Birmingham, Alabama, 1993 (expansión)
- IUPUI University Library, Indianápolis, IN, 1994

## Galería

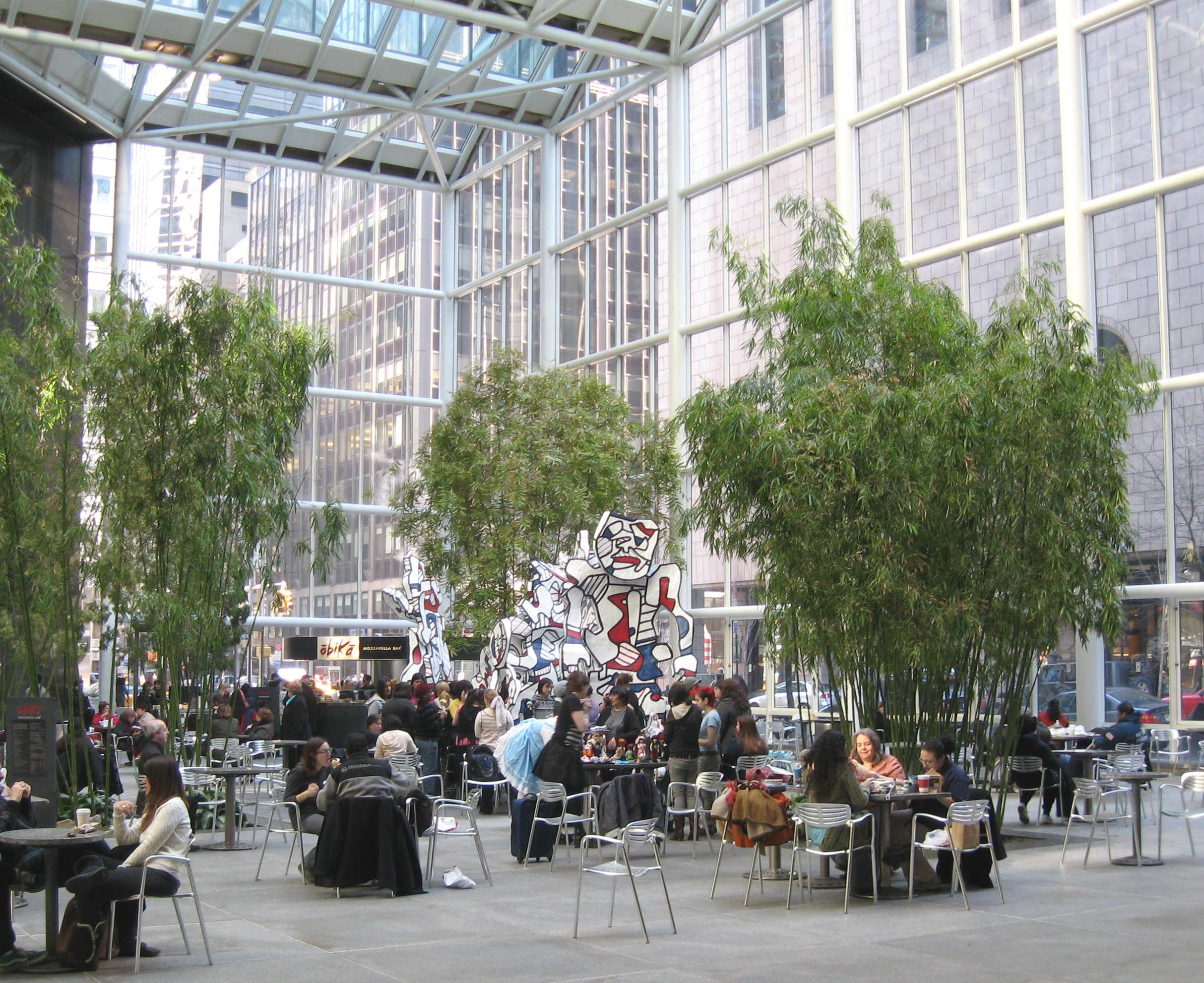
Vestíbulo de la Torre IBM
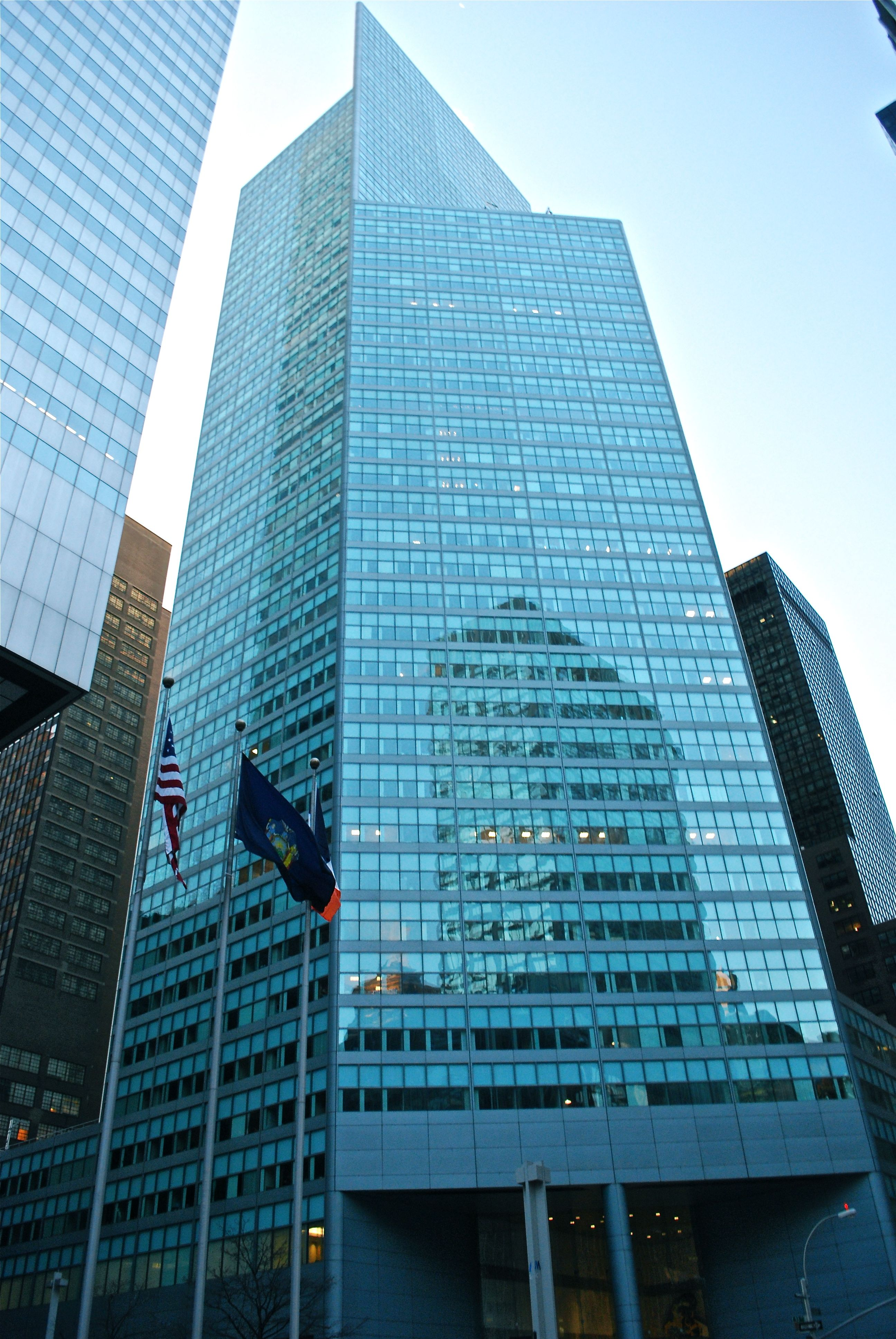
599 Lexington Avenue, Nueva York (1986)
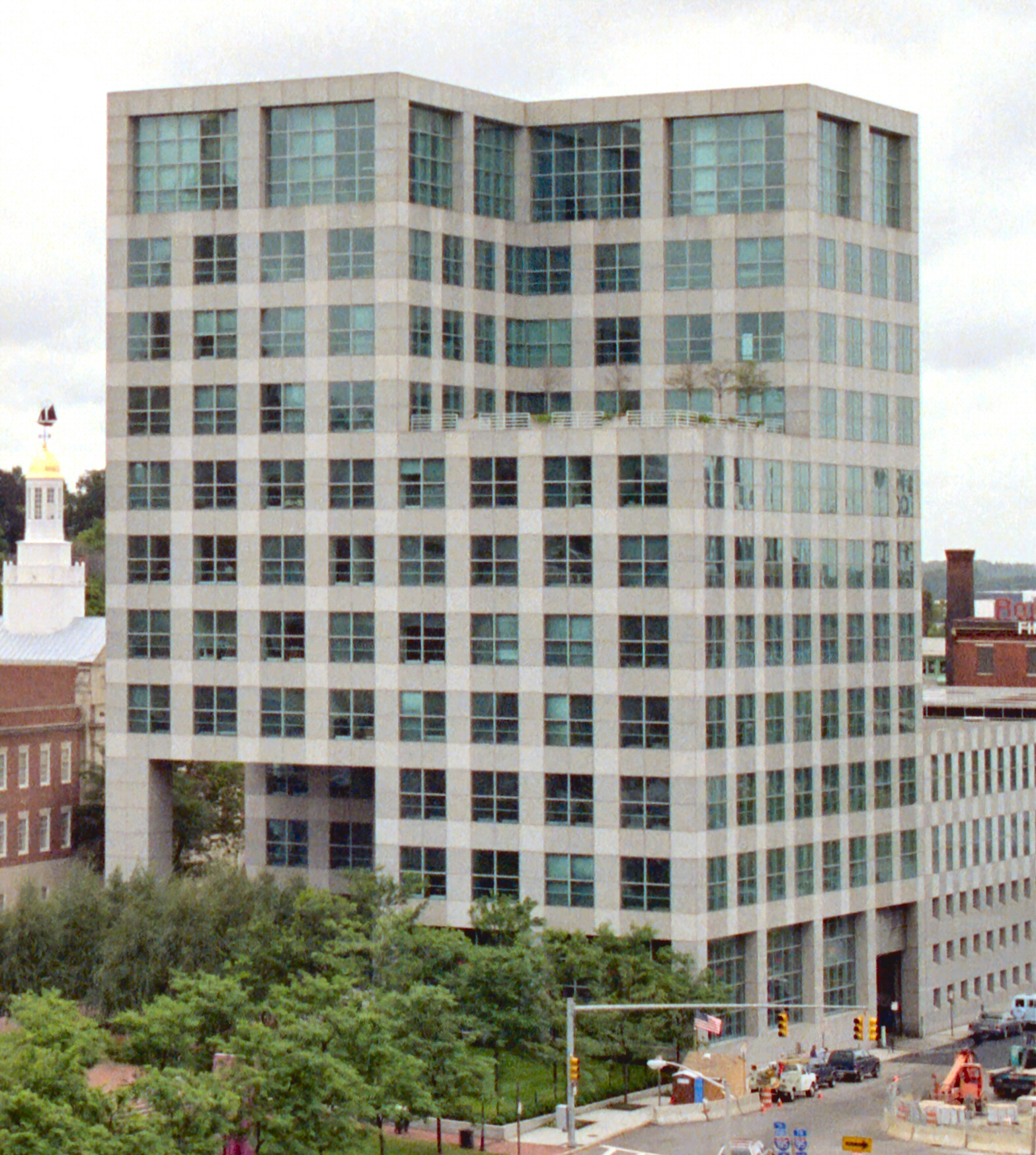
Old Stone Square en Providence, Rhode Island (1984)
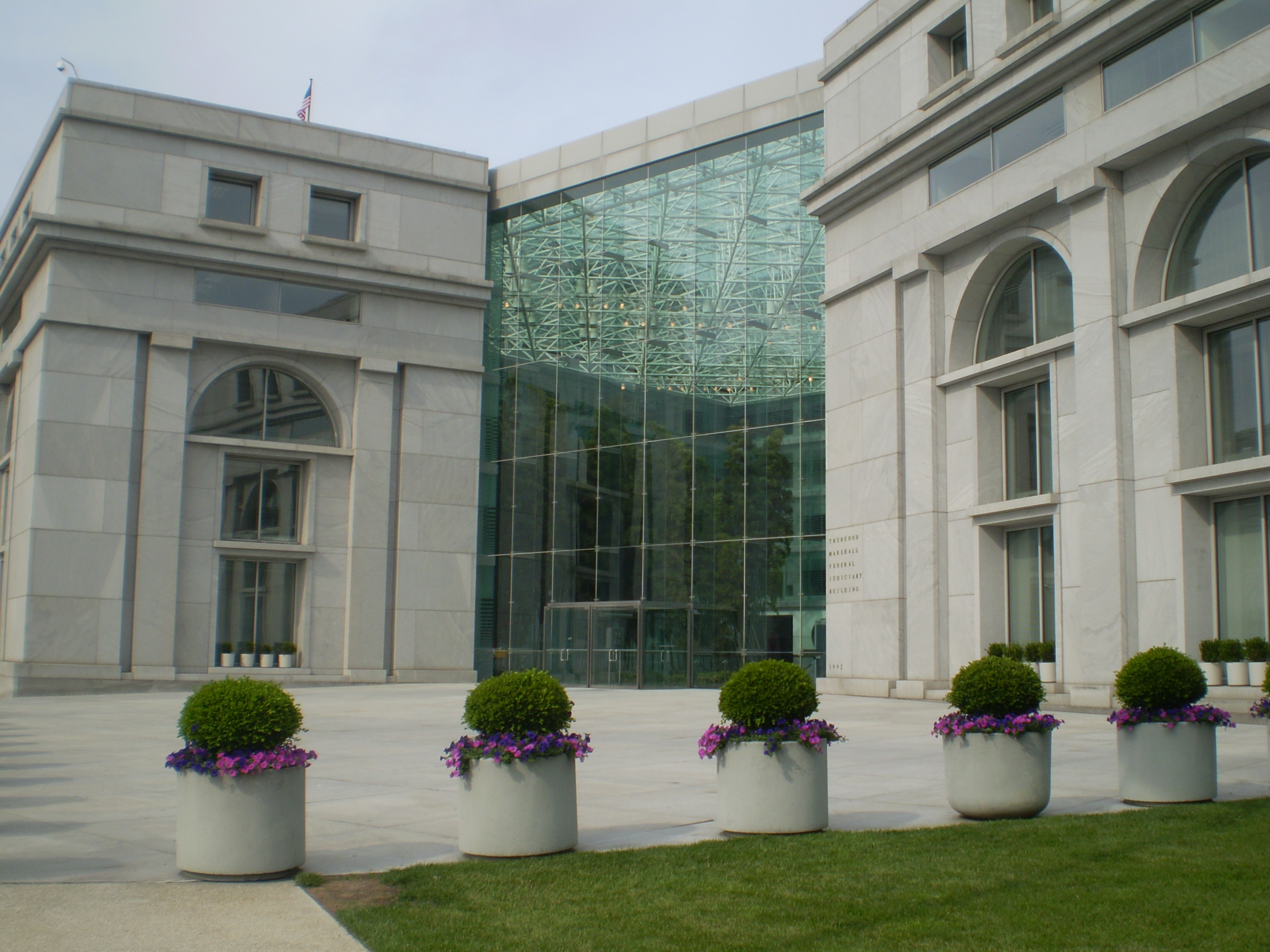
El Edificio Judicial Federal Thurgood Marshall alberga agencias que apoyan el trabajo de los Tribunales Federales de los Estados Unidos
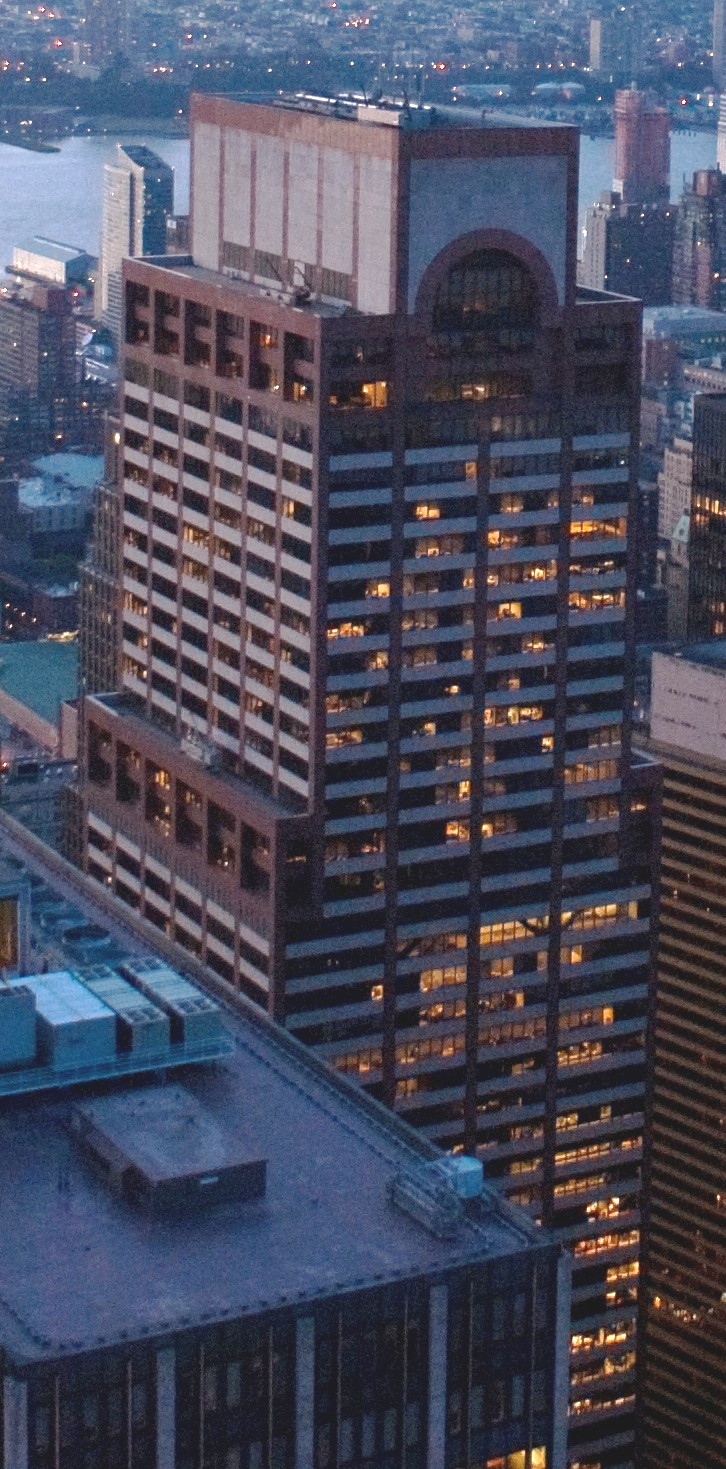
El Axa Equitable Center de 229,3 metros de altura, ubicado en 787 Seventh Avenue de Manhattan
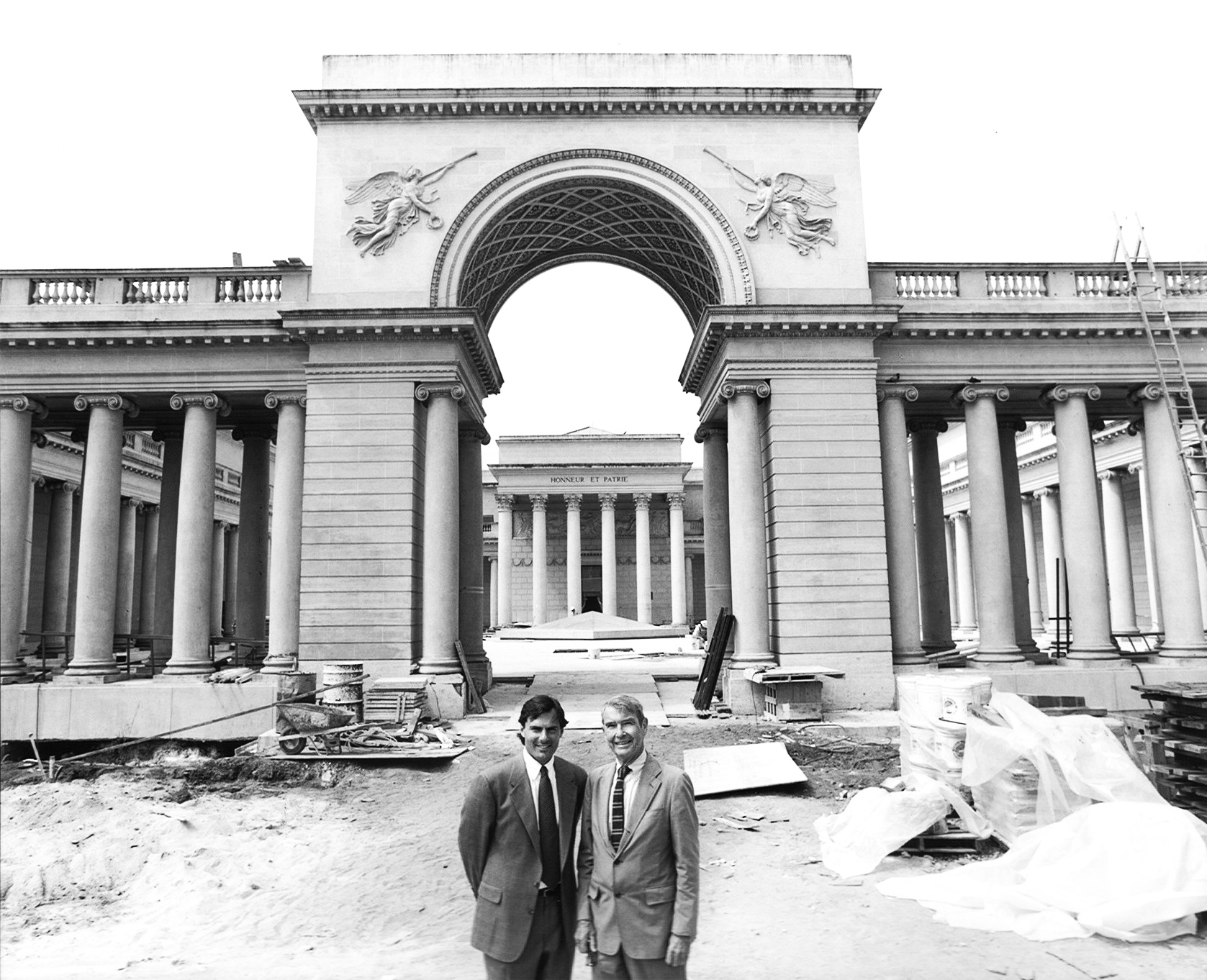
Mark Cavagnero y Ed Barnes en el proyecto SF Legion of Honor.